# Цветан Стоянов
Цветан Стоянов е виден български интелектуалец, литературен историк, критик, философ, преводач, писател. Превежда и издава произведения на Шекспир, Суифт, Байрон, Шели, Колридж, Бърнс, Шарлот Бронте, Чарлз Дикенс, Оскар Уайлд, Бърнард Шоу, Джек Лондон, Уолт Уитман, Емили Дикинсън, Киплинг, Стайнбек, Колдуел, Джон Брейн, Харпър Ли и мн. др.

## Биография
Цветан Савов Стоянов е роден на 28 януари 1930 г. в София. Завършва гимназия в София през 1947 г. Завършва право в Софийския университет през 1952 г. и школата по журналистика през 1954 г. Печата за първи път през 1947 г. във в-к „Отечествен фронт“. В периода 1953 – 1955 работи в Българската телеграфна агенция (БТА). За една година (1955 – 1956) е литературен сътрудник във в-к „Земеделско знаме“.
В периода 1961 – 1963 г. Цветан Стоянов е редактор в отдел „Критика“ на сп. „Септември“, а след това във в-к „Литературен фронт“ (1967 – 1969). От 1969 г. е научен сътрудник в Института за съвременни социални теории при Президиума на БАН. Член е на Съюза на българските писатели.
През 1970 г. Цветан Стоянов защитава дисертация на тема „Идеи и мотиви на отчуждението в западната литература от средата на XVIII в. до средата на XIX в.“.
Автор е на книгите „Невидимият салон“, „Културата като общение“, „Идеи и мотиви на отчуждението в западната литература“, „Геният и неговият наставник“, „Непобеденият победен“, „Мъдростта на древните митове“ (със Здравко Петров) и др. От статиите и есетата му се открояват „Невидимият салон“, „Броселиандровата гора“, „За хубавите разговори“, „Българско, наистина българско“, „Случаят Емили Дикинсън“, „По повод духа на мястото“, „Езикът на певеца“, „Поуките на житието“ и др.
Умира само на 41 г. вследствие поредица от лекарски грешки, започнали с операция от апендицит.

## Оценки
Според критиката: „Невероятно каква трудоспособност трябва да е притежавал, за да напише и преведе всичко, което ни е оставил, и то да е с такова високо качество.“
За него Константин Павлов казва: „Единствените неща, които можеха да го ядосат, бяха бездарието и невежеството. Доказва го написаното от него, доказва го и личният му живот. Доказа го и смъртта му: бездарието и невежеството – в едно от своите медицински превъплъщения – го убиха“. В спомените на поета той е битувал еднакво уютно и в чуждите държави, и в различните векове, а като човек Цветан Стоянов е бил мек и деликатен.
Писателят Тончо Жечев го смята за най-видния мислител на своето поколение. В предговора си към неговите „Съчинения в два тома“ (1988) той пише: „След Пенчо Славейков и Гео Милев не познавам в нашата най-нова културна история толкова страстен тръбач на новото, на модерното, на съвременното, както и толкова съкровен творчески порив, всестранно подготвен и екипиран за приближаване на нашата литература към най-високите духовни постижения на другите народи, като Цветан Стоянов.“ 

## Памет
През 2001 г. НДК организира двугодишен Национален конкурс за есеистика „Цветан Стоянов“.
На софийската улица „Гогол“ № 6, родната къща на Цветан Стоянов, е поставена паметна плоча с надпис: „Общението свърши, но красотата... остава, Вселената е пълна с нея“, цитат от есето му „Броселиандовата гора“.